# Vilanoveta (Hortoneda de la Conca)
Vilanoveta, també anomenada Vilanova, Vilanova de Pessonada o Mas de Vilanova, és un vell poble d'hàbitat dispers, ara despoblat, de l'antic terme d'Hortoneda de la Conca, de l'actual de Conca de Dalt, a la comarca del Pallars Jussà.

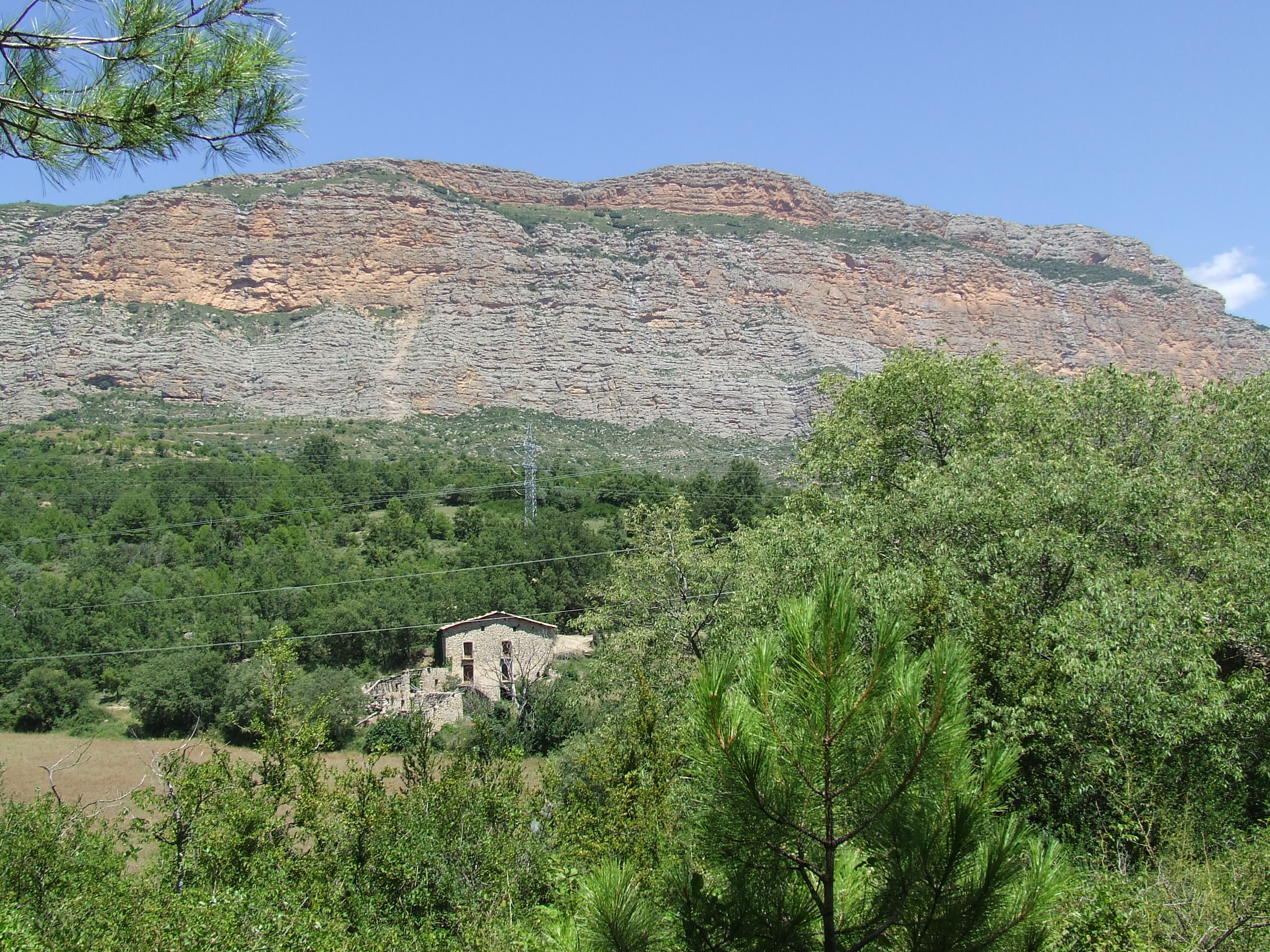
Casa Toà, al centre del que fou poble de Vilanoveta

Juntament amb els pobles d'Hortoneda, Herba-savina i Pessonada, les caseries de bordes dels Masos de la Coma i Segan i els despoblats medievals de Perauba i Senyús formava aquest terme d'Hortoneda de la Conca. Anteriorment, depenia de Pessonada.
En el Fogatge del 1553 hi consten 10 focs, sota el títol de Vilanova de Pessonada i son batlliu (uns 50 habitants). Fins a l'extinció dels senyorius, el 1831, pertangué a la jurisdicció dels marquesos de Pallars, vescomtes de Vilamur i ducs de Cardona i de Segorb.
La seva església parroquial, actualment en ruïnes, era dedicada a sant Martí. Al sud-oest d'aquesta església hi ha també les restes de l'església romànica de sant Pere, al paratge conegut com els Casalots, on hi hagué el poble antic del Mas de Vilanova, enfilat dalt d'un serrat damunt de la riba dreta del riu de Carreu.
Les darreres cases subsistents d'aquest veïnat foren Casa Toà (l'única que es manté dempeus), Casa Janotet i Casa Boer (les dues actualment en ruïnes).
La tradició oral popular deia dels de Vilanoveta, botons de bragueta, per fer rima amb el nom del poble.

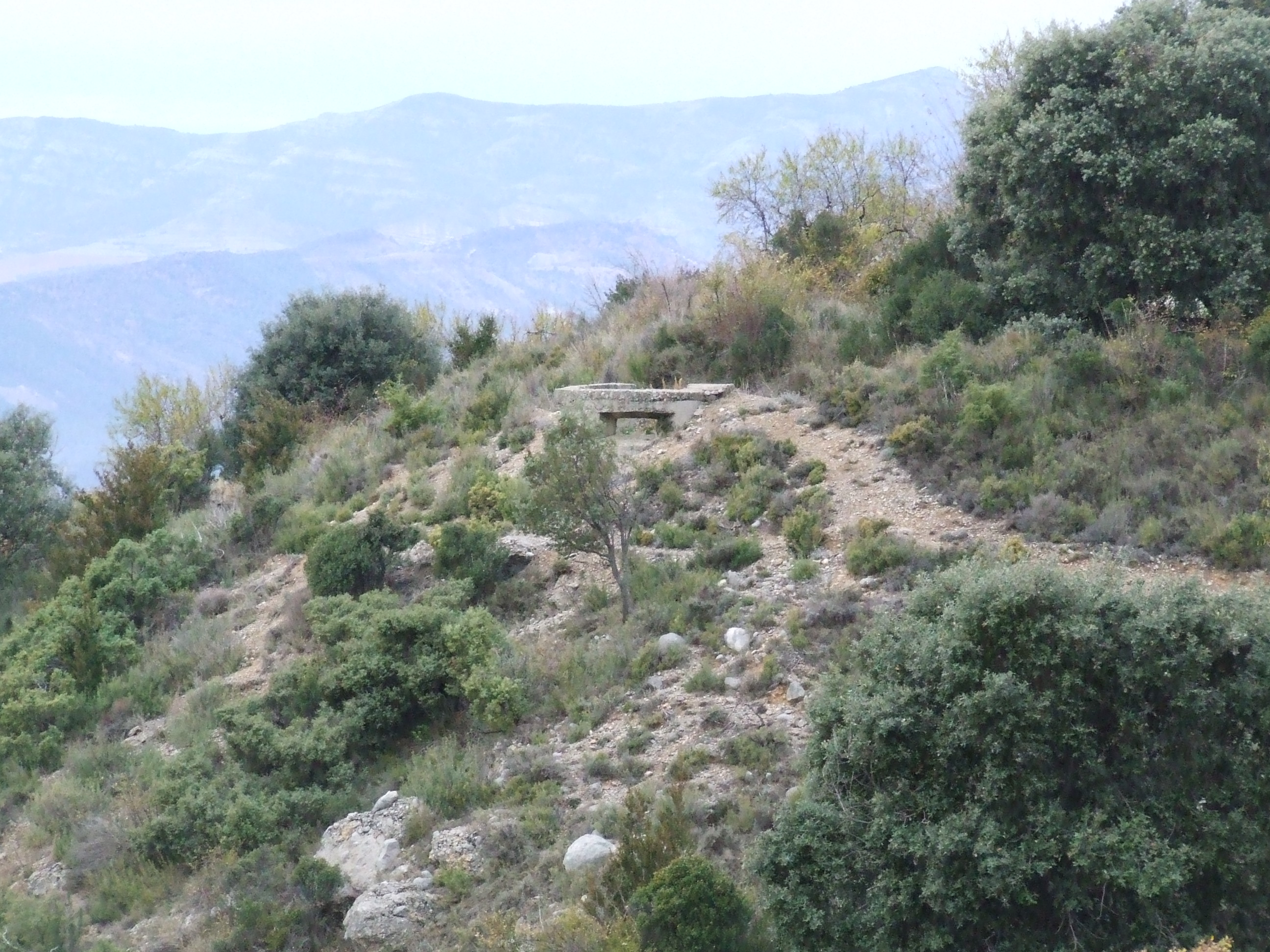
Un niu de metralladores franquista

Als volts de Vilanoveta es conserva un bon nombre de fortificacions de la Guerra Civil, a causa d'haver estat escenari de primera línia del Front del Pallars.

## Enllaços externs

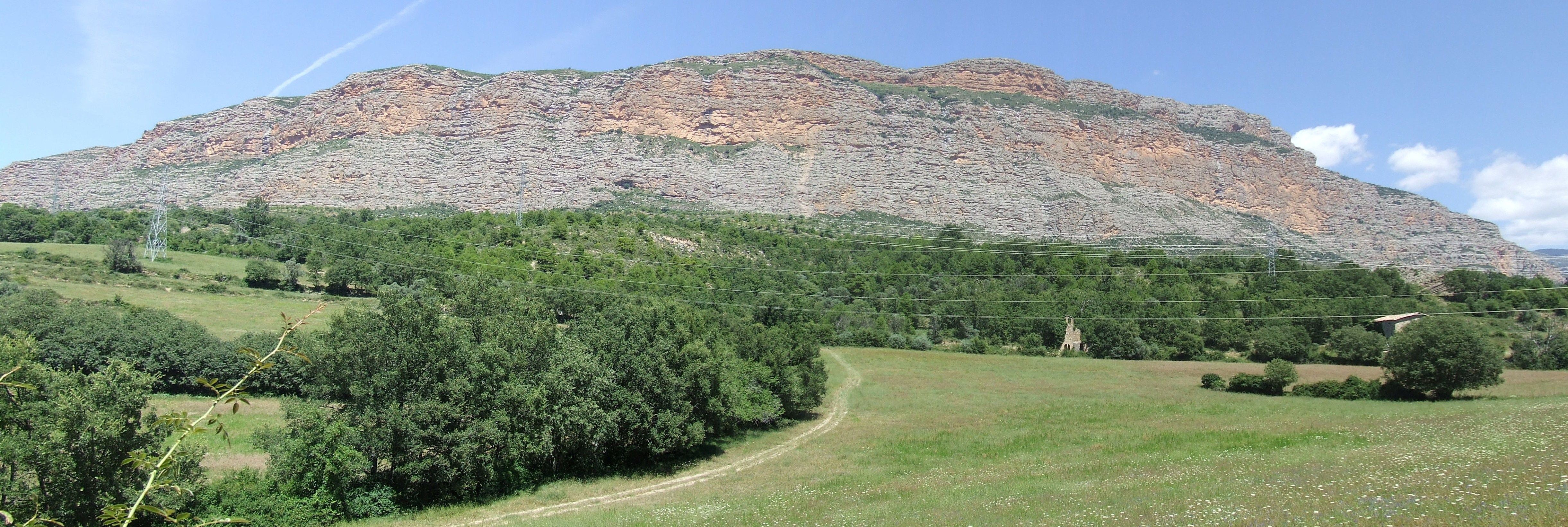
Panoràmica de l'espai que ocupava la caseria d'hàbitat dispers del Mas de Vilanova; al fons, la Serra de Pessonada